# 米科拉伊夫卡 (諾夫霍羅德-錫韋爾斯基區)
52°15′2″N 32°38′51″E / 52.25056°N 32.64750°E
米科拉伊夫卡（烏克蘭語：Миколаївка）是位於烏克蘭北部切爾尼希夫州裏諾夫霍羅德-錫韋爾斯基區的塞梅尼夫卡市鎮的村莊，始建於1800年，面積1.37平方公里，海拔高度159米，2001年人口319，人口密度每平方公里232.8人。